# Listă de comitate din statul Wyoming
Această pagină este o listă a celor 23 de comitate din statul Wyoming.

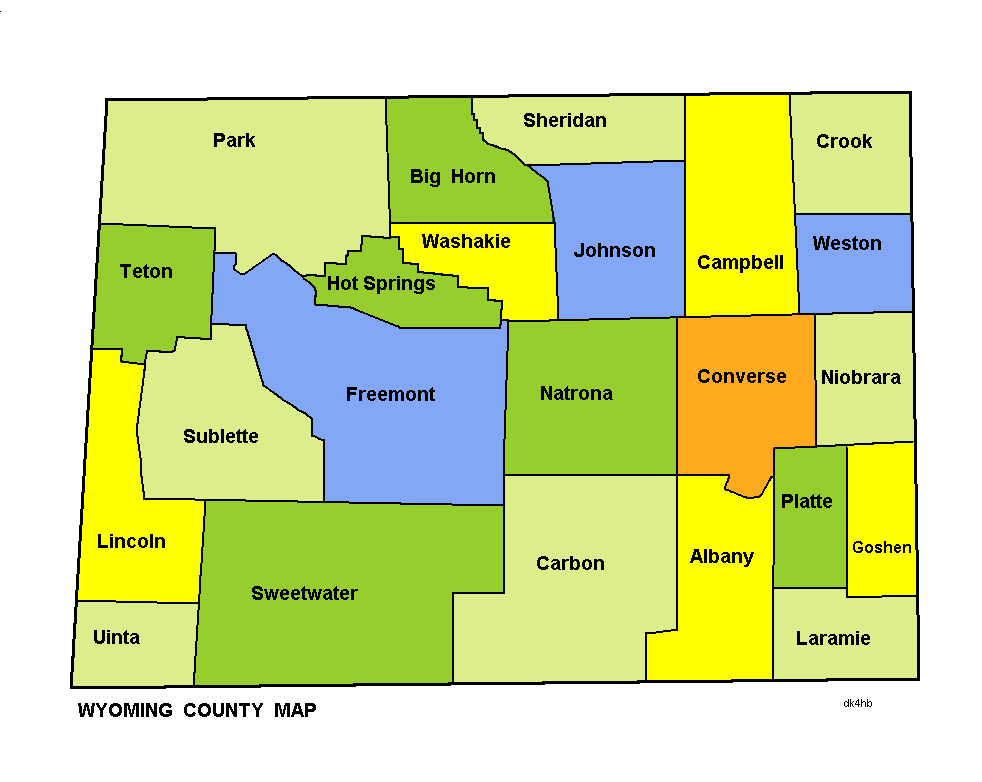
Comitatele statului Wyoming.

| Comitatul   | Populația 1 iulie 2007 | Sediul      | Populația 1 iulie 2007 |
| ----------- | ---------------------- | ----------- | ---------------------- |
| Albany      | 32.227                 | Laramie     | 27.241                 |
| Big Horn    | 11.263                 | Basin       | 1234                   |
| Campbell    | 40.433                 | Gillette    | 25.031                 |
| Carbon      | 15.486                 | Rawlins     | 8685                   |
| Converse    | 12.868                 | Douglas     | 5675                   |
| Crook       | 6284                   | Sundance    | 1205                   |
| Fremont     | 37.479                 | Lander      | 7131                   |
| Goshen      | 11.995                 | Torrington  | 5437                   |
| Hot Springs | 4553                   | Thermopolis | 2925                   |
| Johnson     | 8142                   | Buffalo     | 4597                   |
| Laramie     | 86.353                 | Cheyenne    | 55.641                 |
| Lincoln     | 16.171                 | Kemmerer    | 2427                   |
| Natrona     | 71.750                 | Casper      | 53.003                 |
| Niobrara    | 2262                   | Lusk        | 1338                   |
| Park        | 27.073                 | Cody        | 9187                   |
| Platte      | 8396                   | Wheatland   | 3349                   |
| Sheridan    | 27.998                 | Sheridan    | 16.719                 |
| Sublette    | 7925                   | Pinedale    | 2043                   |
| Sweetwater  | 39.305                 | Green River | 12.072                 |
| Teton       | 20.002                 | Jackson     | 9631                   |
| Uinta       | 20.195                 | Evanston    | 11.483                 |
| Washakie    | 7816                   | Worland     | 4940                   |
| Weston      | 6854                   | Newcastle   | 3324                   |